# Tetraleurodes fici
Tetraleurodes fici là một loài côn trùng cánh nửa trong họ Aleyrodidae, phân họ Aleyrodinae.
Tetraleurodes fici được Quaintance & Baker miêu tả khoa học đầu tiên năm 1937.